# Hoya philippinensis
Hoya philippinensis är en oleanderväxtart som beskrevs av Ping Tao Li. Hoya philippinensis ingår i släktet Hoya och familjen oleanderväxter. Inga underarter finns listade i Catalogue of Life.